# Radio FRO
Radio FRO (Freier Rundfunk Oberösterreich) ist ein Freies Radio in Linz, Österreich. Es sendet seit 1998 auf der Frequenz 105,0 MHz im Großraum Linz und ist das größte nichtkommerzielle, Freie Radio in Oberösterreich. Sendestudio und Büro befinden sich in der Kirchengasse in Linz-Urfahr. Seit Oktober 2018 sendet Radio FRO auch auf der Frequenz 102,4 MHz westlich von Linz im Eferdinger Becken.

## Geschichte

### Vorläuferprojekte
Bereits vor dem Sendestart 1998 gab es eine Reihe wichtiger Vorläuferprojekte. Hier die wichtigsten Meilensteine:
- Am 24. November 1987 meldet sich „Radio ÖGB – Österreich Geht’s Blendend“ mit einer „Belanglos- und Niederhaltungssendung“ zu Wort. Es werden Analysen über die Hintergründe der Verstaatlichtenpolitik sowie die Situation und Ansichten Betroffener gesendet.
- 1991 nehmen Piratenradios in Linz und Schwertberg ihre Sendetätigkeit auf, die KAPU veranstaltet ein Kassettenradio. Im Oktober organisiert die KAPU ein „Radiolabor“ in Zusammenarbeit mit dem Offenen Kulturhaus. Dabei werden die Geschichte des Radios in Österreich und nicht-kommerzielle Radiostationen aus dem Ausland vorgestellt. Eine ganze Woche wird von Initiativen täglich ungefähr eine Stunde Programm für den ORF erstellt. Daraus geht die Sendung „Offenes Radio“ des ORF-Landesstudios Oberösterreich hervor, einem Programmfenster mit offenem Zugang.
- 1992 gestalten und senden neben Radio FRO folgende Radioinitiativen wöchentlich eine Viertelstunde Programm im „Offenen Radio“: „Radio Wurstinsel“ aus Wels, „Radio Schtarkschtrom“ aus Steyr und aus Gmunden „Radio Understone“. Im Juni sendet das „Radiolabor“ im Rahmen der Ars Electronica und sendet eine Woche lang täglich eine Stunde auf der Frequenz von Ö3 in Oberösterreich.
- 1993 stellen die Radioinitiativen die Sendetätigkeit vorübergehend ein. Grund dafür sind Repressalien und der aus rechtlichen Gründen im Untergrund verlaufenden Aktivitäten, die den Aufbau eines fixen und ständigen Publikums unmöglich machen. Im März findet das so genannte Radiowochenende in Form eines Standlmarktes statt, bei dem sich in- und ausländische Radioinitiativen präsentieren. Im Rahmen einer Podiumsdiskussion werden auch die Möglichkeiten für die Einführung nicht-kommerziellen Rundfunks in Österreich diskutiert. Im Juli wird das RRG, das künftig Privatradio in Österreich ermöglichen soll, verabschiedet. Daraufhin beginnen die ersten Konzeptarbeiten für einen Lizenzantrag. Die Diözese Linz beginnt mit ihrem Radiokursprogramm.
- Am 8. April 1994 stellt Radio FRO einen Antrag auf Erteilung einer Regionalradiolizenz – unterstützt von 60 Sozial-, Kultur-, Jugend- und sonstigen Initiativen. Zugleich laufen in Linz Konzept- und Bündnisarbeiten für einen Lokalradiolizenzantrag an. Im Frühjahr baut der ORF das Programmfenster auf OÖ-Regional aus und die VHS Linz beginnt mit ihrem Radiokursprogramm. Im August wird Radio FRO als Verein „Freies Radio Oberösterreich – Verein zur Förderung von Freien Nicht-Kommerziellen Radioprojekten“ neu gegründet.
- Im Jänner 1995 werden die Regionalradiolizenzen wie erwartet an die Verlagsgesellschaften vergeben. Am 15. März bringt das Radio FRO eine Bescheidbeschwerde beim Verfassungsgerichtshof (VfGH) gegen die Lizenzvergabe ein. Radio FRO regt den VfGH an, die Verfassungskonformität des RRG und des Frequenznutzungsplanes zu prüfen. Bei der Ars Electronica vom 19. bis 23. Juni nimmt FRO am „horizontal radio“ teil, bei dem 24 Stunden live und via Internet gesendet wird. Im Sommer beginnt Radio FRO mit der Ausbildung von Mitgliedern und Interessenten im journalistischen und technischen Bereich. Am 27. September hebt der VfGH den § 2 des RRG auf, damit auch den Frequenznutzungsplan, der durch diesen Paragraphen geregelt wird. Am 19. Oktober findet im Rahmen der Präsentation des Buches „Radiokultur von morgen“* im Theater Phönix eine Podiumsdiskussion zum Thema nicht-kommerzielle Radios in Österreich statt. Bei dieser von Hermes Phettberg moderierten Diskussion erklären Politiker der SPÖ, ÖVP, GRÜNEN und LIF freie, nicht-kommerzielle Radios zu unterstützen. Fritz Hochmair (SPÖ) kündigt eine entsprechende Resolution im oberösterreichischen Landtag an. (Hg.: Johanna Dorer, Alexander Baratsits, Verlag Buchkultur). Im Herbst wird der Verband Freier Radios Österreich (VFRÖ) gegründet. Am 17. Dezember wird durch die Nationalratsneuwahlen die Novellierung des RRG auf unbestimmte Zeit verschoben.
- Im Frühjahr 1996 gibt es Vorgespräche mit den Mediensprechern der politischen Parteien und mit Bundesminister Rudolf Scholten in seiner Funktion als Verkehrsminister. Am 5. März startet der Verband Freier Radios Österreich (VFRÖ) unter der Leitung von Radio FRO einen Protestaufruf, um den Verhandlungen mit den zuständigen Institutionen Nachdruck zu verleihen. Dabei werden an Landesregierungen, die Clubs der politischen Parteien, das Verkehrsministerium und das Bundeskanzleramt Protestschriften gegen die offensichtliche Hintertreibung Freier Radios gefaxt. Diese Aktion wird mitgetragen von der IG Kultur Österreich, der IG Autoren, der österreichischen Sozialplattform, der österreichischen Hochschülerschaft und der österreichischen Journalistengewerkschaft. Diesen Aufruf unterstützen über 100 Initiativen und Gruppen aus dem kulturellen, sozialen, gewerkschaftlichen, politischen und studentischen Bereich. Sogar aus dem Ausland (Kroatien, Deutschland, Schweiz, England) kommen Protestschriften. Am 6. Mai gibt es den so genannten Radiogipfel in Wien mit BM Rudolf Scholten, Abg. Josef Cap (SPÖ), Vertretern des VFRÖ, F.E.R.L (Europaorganisation Freier Radios), AMARC (Weltorganisation Freier Radios) und der Journalistengewerkschaft. Dabei sichern die Politiker zu, dass im neuen Regionalradiogesetz (RRG) Freie Radios dezidiert genannt werden und dass es genügend Frequenzen geben wird. Am 4. Juli wird ein FRO-Benefizfest in der Stadtwerkstatt veranstaltet, bei dem sich spontan sechs Bands bereit erklären, gratis zu spielen. Es wird live Hausradio veranstaltet, das – bedingt durch die Lage – auch noch am Linzer Hauptplatz zu hören ist. Geladen und anwesend sind neben Leuten, die Interesse am Freien Radio haben, auch Prominenz aus Politik, Kunst und Kultur. September bis Dezember stehen im Zeichen konkreten Radiomachens. Die Radiowerkstatt beginnt zu arbeiten, erstellt Sendungen für das Offene Fenster in Radio Oberösterreich und macht von September bis Dezember regelmäßig Hausradio vom Dachboden der Stadtwerkstatt ins Café Strom. Im September erstellt Radio FRO eine Stellungnahme zum Entwurf zur Novelle des RRG und führt Verhandlungen für Verbesserungen für Freie Radios. Im Herbst werden die ersten Internet-Seiten von Radio FRO erstellt – beim Projekt @servus.at. Am 31. Dezember 1996 ist es so weit: VORLAUF startet. Das erste Mal hat Radio FRO 24 Stunden am Tag Sendefläche im Kabelnetz von KabelTV Urfahr.
- Am 12. Jänner 1997 fällt der Startschuss für das Real-Audio-Projekt: Radio FRO sendet als zweites Radio in Österreich 24 Stunden täglich im Internet. Am 7. Juni folgt die Gründung der Freier Rundfunk Oberösterreich GmbH als Trägerorganisation von Radio FRO. Am 11. Juni 1997 erfolgt die Antragstellung für eine lokale und regionale Sendelizenz zur Veranstaltung von Hörfunk für Linz bzw. Oberösterreich und am 25. Juli 1997 ein Radiobeitrag für die „documenta X“ in Kassel: „Der Untergang des christlichen Abendlandes“ oder „Die Verschiffung der Zukunft“. Im Dezember 1997 wird Radio FRO offiziell die Frequenz „Linz 2“ auf 105,0 MHz mit einer Senderstärke von 100 Watt zugesprochen. Viele Mitkämpfer und Mitstreiter für ein Freies Radio in Linz feiern spontan bis in die frühen Morgenstunden. Erst am Morgen danach wird vielen bewusst, wie viel Arbeit unter Zeitdruck das bedeutet, bis dann tatsächlich gesendet werden kann.

### Entwicklung des Projektes
Seit dem offiziellen Start am 17. Oktober 1998 betreut Radio FRO wöchentlich knapp 70 Programmpunkte mit kontinuierlicher Sendeleistung. Die Programmpunkte werden von Einzelpersonen und Personengruppen gestaltet – somit nutzen über 300 Radiomacher in der FRO-Redaktion oder im offenen Zugang den Sender. Radio FRO betreut seine Programmmacher durch technische Hilfestellung, Programmmachertreffen, inhaltliche Reflexion und Kritik der Sendungen.
Nach fast zweijährigem Sendebetrieb von 31. Dezember 1996 bis September 1998 im Kabelnetz Urfahr und im Internet, startet Radio FRO seinen drahtlosen, terrestrischen Sendebetrieb auf der Frequenz 105,0 MHz in Linz.
2008 wurde zum 10-jährigen Bestehen von Radio FRO 105.0 eine Mediathek eingerichtet.

## Organisation
Betreiberin von Radio FRO 105.0 ist die 1998 gegründete Freier Rundfunk Oberösterreich GmbH mit Sitz in Linz. Gesellschafter der GmbH sind sowohl Organisationen aus dem Kunst- und Kulturbereich als auch Einzelpersonen. Größter Gesellschafter ist der Verein Freier Rundfunk Oberösterreich, dem auch die Durchführung laufender Schulungsmaßnahmen obliegt.
Der Betrieb wird von acht hauptamtlichen Mitarbeitern aufrechterhalten. Dieses Kernteam wird laufend von einem Kreis ehrenamtlicher Mitarbeiter, EU-Praktikanten und EU-Freiwilligen unterstützt.

## Programm
Das Programm ist nicht-kommerziell und quotenunabhängig. Es zeichnet sich durch den offenen Zugang aus, der von etwa 400 Personen zur Gestaltung von derzeit 150 Sendungen genutzt wird. Dabei sendet Radio FRO 105.0 in 17 verschiedenen Sprachen.
In den Programmrichtlinien ist verankert, dass „rassistische, sexistische, faschistische und die Würde des Menschen verletzende Inhalte, sowie Personen und Gruppen, die solche Inhalte programmatisch vertreten, ausdrücklich ausgeschlossen sind“. 

### FROzine, das Infomagazin von Radio FRO 105.0
Sendetermin: Werktags / Uhrzeit: 18–19 Uhr / Wiederholung: Folgetag, 6–7 und 13–14 Uhr
Über FROzine: Das Infomagazin von Radio FRO 105.0, informiert werktäglich über aktuelle politische, soziale, kulturelle und gesellschaftspolitische Themen. Veranstaltungstipps (kulturelle, soziale und gesellschaftspolitische Veranstaltungen in Linz und Umgebung) und Programmvorschau (für Sendungen auf Radio FRO105.0) sind feste Bestandteile der Sendung.
FROzine-Geschichte: Seit 1998 setzt FROzine auf eine kritische Auseinandersetzung mit gesellschaftspolitischen Inhalten und Themen.
Das Infomagazin stellt eine zentrale Anlaufstelle der Informationsvermittlung und -sammlung auf Radio FRO 105.0 dar. Die Schwerpunkte der Berichterstattung liegen in den Bereichen
lokale und internationale Politik, Kultur, Soziales und Gesellschaftspolitik.
Organisation: FROzine gewährleistet kontinuierlich eine qualitativ hochwertige Berichterstattung:
Ein Koordinator ist für die Organisation der Redaktion zuständig, ein Team von täglich wechselnden Tagesverantwortlichen wickelt die einzelnen Sendungen ab. Redaktionsmitarbeitern sind Absolventen der Freien Radio-Lehrredaktionen und diverser Radioworkshops 2002 bis 2010, Programmmacher von Radio FRO105.0 und Einzelpersonen, die im FROzine die Möglichkeit haben, sich mit Journalismus und Radiotechnik auseinanderzusetzen und sich so wertvolle Kenntnisse zu erarbeiten. Die organisatorische Weiterentwicklung und
inhaltliche Fokussierung des Magazins ist nach wie vor ein Arbeitsschwerpunkt von Radio FRO105.0.
Sendungsinhalte: Vor allem der Linzer Politik und den gesellschaftspolitischen Auseinandersetzungen wird in der Berichterstattung besonderes Augenmerk geschenkt. Beiträge zu Kulturveranstaltungen in Linz und Umgebung, Terminankündigungen und Berichte sind integraler Bestandteil des Sendungskonzepts. Weiters werden globalisierungskritische Themen mitverfolgt und dargestellt. Medienpolitik mit den Schwerpunkten Freie Medien, Medienvielfalt und Meinungsfreiheit sowie Migrationspolitik sind zentrale Themen der FROzine.
Seit 2009 gibt FROzine auch gern Ausblicke auf das Radioprogramm von Radio FRO105.0 und die Sendungsinhalte.
Mit September 2010 wurde eine neue Rubrik eingeführt: Das „Radio FRO Sendungsfeature“. Hierbei wird jeden Montag im FROzine eine Sendung, die auf Radio FRO läuft, vorgestellt. Meist sind die jeweiligen Sendungsmacher live zu Gast im Studio. Bis Jahresende wurden bereits 15 verschiedene Sendungen vorgestellt. 2010 wurde auch eine Kooperation mit der Radiabled-Radioredaktion (von Menschen mit und ohne Behinderung) eingegangen und die jeweiligen Montags-Sendungen mit einem Radiabled-Redakteur als Co-Moderator abgewickelt
Cross-Media-Publishing: Auf der Website des Senders finden sich Informationen zu den Sendungen: Nach Themen geordnet stehen alle von der Redaktion gestalteten Radiobeiträge mit Infotexten, Quellen und weiterführenden Links zum Herunterladen oder An- und Wiederhören jederzeit zur Verfügung. Die Hörbeiträge sind im Audioarchiv des Verbands der Freien Radios, dem Cultural Broadcasting Archive (CBA) gespeichert. Von der FROzine-Website führen die Links direkt von den Textbeiträgen auf die entsprechenden Audiofiles in der Datenbank.
Öffentliche Präsenz: Die regelmäßige Berichterstattung von FROzine gibt Radio FRO105.0 die Möglichkeit, verstärkt öffentlich präsent zu sein: Die Redaktion verfolgt politische, kulturelle und gesellschaftliche Entwicklungen mit und stellt sie zur Diskussion. Kritische Redakteure mit fundierter Ausbildung erarbeiten informative, qualitativ hochwertige Beiträge zu den zentralen Themen von Radio FRO105.0. Dadurch wird Radio FRO105.0 z. B. auch für Kulturveranstaltern ein wichtiger Partner. So war Radio FRO105.0 2010 Kooperationspartner des 7. Crossing Europe Filmfestivals, des EU-Projekts „connecting systems“, der ARS Electronica, der Radiabled-Radioredaktion und der Bürgerinitiative gegen die Linzer Stadtwache.

### Kultur- und Bildungskanal
Der Kultur- und Bildungskanal ist die redaktionell betreute Programmschiene der Kultur- und Bildungseinrichtungen auf Radio FRO 105.0 MHz. Der Kultur- und Bildungskanal wird von Montag bis Freitag von 17.00 – 18.00 ausgestrahlt und am darauffolgenden Werktag von 7.30 – 8.30 wiederholt
Folgende Institutionen senden im Rahmen des Kultur- und Bildungskanals:
Regelmäßige Abstände
- Arbeiterkammer Oberösterreich – Abteilung Bildung und Kultur (erster Dienstag im Monat von 17.00 – 17.30)
- AFO – Architekturforum Oberösterreich (erster Freitag im Monat von 17.30 – 18.00)
- Posthof mit „music@posthof“ (jeden Montag von 17.30 – 18.00)
- Theater Phönix (jeden ersten Montag im Monat von 17.00 – 17.30)
- Kulturplattform OÖ mit „KUPF Radio“ (jeden Dienstag von 17.30 – 18.00)
- Stifterhaus mit „Der Anstifter“ (jeden ersten Mittwoch im Monat von 17.30 – 18.00)
- Landesgalerie Linz (jeden dritten Freitag im Monat von 17.30 – 18.00)

Unregelmäßige Abstände
- Lentos Kunstmuseum (4-mal im Jahr)
- Kunstuniversität Linz (mindestens 8-mal im Jahr)
- Ars Electronica Center & ARS Electronica Festival (jeden Tag während des Festivals 17.00 – 18.00 und darüber hinaus noch zu Schwerpunkten des AEC Centers)
- Offenes Kulturhaus OK (mindestens 4-mal im Jahr)
- Landestheater Linz (nach Bedarf)

### FRO live
FRO Live bringt Liveübertragungen von Konzerten, Lesungen und Diskussionsveranstaltungen sowie ausgewählte Live-DJ-Sets von eingeladenen DJs. Darüber hinaus gibt es Interviews mit den Interpreten sowie aktuelle Konzertinfos zu hören. FRO Live ist jeden Freitag ab 22 Uhr zu hören.

## Projekte
Radio FRO 105.0 MHz organisiert im Rahmen seiner Tätigkeit auch Projekte aus den Bereichen Soziales, Kunst und Kultur und bringt sich mit diesen Diskussionsbeiträgen in den Diskurs rund um die nicht-kommerzielle Rundfunkszene in Österreich und Europa ein.

### Kontinuierliche Projekte und Kooperationen
Radio FRO hat regelmäßige Kooperationen mit folgenden Institutionen:
- Crossing Europe Filmfestival: Während des Festivals wird jeden Tag eine einstündige Sondersendung produziert.[1]
- FROstschutz: bereits seit 2004 besteht diese Spendenaktion für obdachlose Menschen in Linz. Es werden extra designte und angefertigte FROstschutz-Artikel produziert und verkauft, und von dem Erlös konnte z. B. die Initialzündung zu der seit 2008 bestehenden Sendung der oberösterreichischen Obdachlosenzeitung Kupfermucken gegeben werden.[2]
- Radiabled – Radio von Menschen mit und ohne Behinderung: Bereits seit 2006 arbeitet Radio FRO sehr erfolgreich an der Etablierung einer Redaktion von Menschen mit und ohne Behinderungen. Derzeit werden vier Sendungen auf Radio FRO von Menschen mit und ohne Behinderungen produziert.[3]
- Lange Nacht der Sprachen[4]
- openAIR - Accessibility In Radio production
- Radioballett
- Schulradiotag
- Internationaler Frauentag
- Frankfurter Buchmesse und Leipziger Buchmesse auf Radio FRO
- FRO Fest
- Radio FRO Lehrredaktion ein Projekt seit dem Jahr 2000
- Cultural Broadcasting Archive (CBA)

Eine Auswahl von weiteren Projekten nach Jahren geordnet:
Projekte 2007:
- „Aufbruch in den Äther“ im Rahmen des Festival der Regionen 2007
- Tonga.onair – Free Radio for the Tonga
- Black oder Schwarz sehen

Projekte 2008:
- Appetite for Transmission
- Projekt zum Ars Electronica Festival 2008 mit dem Titel Radio FRO Mediadays[5]

Projekte 2009:
- „Filiale Auwiesen“ Ein Projekt im Rahmen des „Festival der Regionen 2009: Normalzustand“[6]
- HAIP goes HAIP – an injection to LiWoLi 2009
- Radiodialoge – Stimmen der Vielfalt[7]
- Appetite for Intervention

Projekte 2010:
- Projekt zum Ars Electronica Festival 2010: Repair – Sind wir noch zu retten: Re|naming Media – Challenges of European and National Media Policy in the Fields of Migration and Diversity[8]
- MigRadio – die transkulturelle Rubrik im Rahmen der FROzine (Preis „Stadt der Kulturen 2009“)[9]
- Connecting Systems – Was macht das EU-Parlament? Und was hat das mit Oberösterreich zu tun?[10]
- Unsere Meinung ist zumutbar! Eine Kooperation mit allen freien Radios in Österreich[11]

Projekte 2011:
- Medienkarawane Attnang Puchheim. Reisende Radios – Ein Projekt gemeinsam mit Freies Radio Salzkammergut, Freies Radio Freistadt, Radio B 138 und Dorf TV im Rahmen des Festival der Regionen 2010: Umsteigen[12]
- „Media Machine – Ein- und Angriffe migrantischer Medienproduktion“ – Ein Projekt zum Ars Electronica Festival 2011: „Origin – wie alles beginnt“ mit öffentlicher Podiumsdiskussion: Brauchen MigrantInnen die Freien Medien?[13]

- Einisogn und aussahean – Radio-Workshops und Berichterstattung vom Linzfest

Projekte 2012:
- Hörstolpersteine – ein gemeinsames Projekt mit fünf weiteren Freien Radios aus Salzburg, Erfurt, Halle, Nürnberg und Hamburg
- Archivia 12 – ein gemeinsames Projekt mit dem Verband Freier Radios Österreich (VFRÖ)
- Oh du liebe Zeit!: ViERinEINBARKEIT – ein gemeinsames Projekt mit der Österreichischen Gesellschaft für Politische Bildung, dem KUPF Innovationstopf 2012 und dem Kepler Salon Linz.
- Von der Kunst nicht dermaßen regiert zu werden – eine Symposienreihe in Kooperation mit der Kunstuniversität Linz
- Digitalisierung und Mehrsprachigkeit in Europa: EU-Projekt "Técnicas radiofónicas de doblaje, nuevas tecnologías y digitalización al servicio del multilinguismo en Europa" – ein gemeinsames Projekt mit Pausu Media (Irun, Spanien), Radio Kultura (Hasparren, FR), Radio Antxeta Irratia (Hendaye, Frankreich), Raidio Failte (Belfast, N-IRL) und Near Media (Dublin, IRL).

Projekte 2013:
- Radioprojekt von SPACEfemFM Frauenradio: Das Vermächtnis der Radiopiratinnen – gefördert vom Kupf-Innovationstopf 2012 zum Thema: „Der gläserne Boden“
- Testbetrieb die Morgensendung: „FRO steht auf“
- Radio Sprachkurse für „fortgeschrittene MigrantInnen“: Pappen auf, du Fetzenschädel
- Eichhörnchen hört Nirvana – Radiomenschen im Gespräch ein Film von Michaela Schoissengeier und Julian Pöschl. Gefördert durch das Land Oberösterreich im Rahmen des KUPF-Innovationstopfes 2012.

Projekte 2014:
- Arbeit ohne Perspektive? – Beteiligung an der Sommerakademie des ICAE
- p[ART] - Blickwechsel – Projektpartnerschaft von 2014 bis 2016 zwischen Radio FRO und der Europaschule Linz
- Radio Otto – im Rahmen der Initiative "culture connected" macht Radio FRO 2014 gemeinsame Sache mit Schülern der Otto Glöckel Schule Linz
- Archivia 14 – ein Projekt in Kooperation mit Radio Corax, Near FM und der Central European University Budapest
- Geschichten aus aller Welt – mehrsprachig erzählt in der Friedensstadt Linz, Herausgeber: Reiner Steinweg in Kooperation mit Verein Land der Menschen – Aufeinander Zugehen OÖ, der Friedensstadt Linz und Radio FRO
- Fluchtpunkte – „Langer Tag der Flucht“
- Freies Rundfunk Orchester
- Betteln für den Landtag
- Sag mir Linz – ein Projekt in Kooperation mit SOS-Menschenrechte
- CAPTCHA „Radio Archives in European Community Media“ – ein gemeinsames Projekt mit Radio Corax (Deutschland), Center for Media and Communication Studies an der Central European University in Budapest (Ungarn) and Near Media Co-Op (Irland)

Projekte 2015:
- Auf zu neuen Höhen! – FRO-Basiscamp
- Fluchtpunkte 2015
- Kapitalismus und Gerechtigkeit - Workshop „Piketty verstehen“ zum 6. Sommerakademie des ICAE
- Mann oh Mann! – Internationaler Männertag 2015
- Ü-Rad - Übertragungs-Rad für Radio FRO!
- Mehr Vielfalt braucht das Land! - Podiumsdiskussion

Projekte 2016:
- Argumente gegen Stammtischparolen – ein Projekt von Radio FRO in Kooperation mit Verein Land der Menschen – Aufeinander Zugehen OÖ, dem Friedensbüro Salzburg und dem Verein SOS - Menschenrechte
- Building Media Competence – Community Radio in the Youth Field - ein bilaterales Projekts von Radio FRO und dem Arka Youth Centre in Shkodra, Albanien.
- Der Rubikon ist überschritten

Projekte 2017:
- #mediana17 – ein gemeinsames Projekt mit der Kulturplattform OÖ und dorftv in Kooperation mit FS1 – Freies Fernsehen Salzburg, Radiofabrik, Verband Freier Radios Österreich, Verband Community Fernsehen Österreich, COMMIT, Dachverband Kultur Salzburg, CMFE – Community Media Forum Europe und junQ.at.
- stimmlagen – ein gemeinsames Projekt der Freien Radios in Österreich produziert von Radio FRO (Linz), Radio Helsinki (Graz), Radio Orange (Wien), Radiofabrik (Salzburg)
- Achtung! Refugee Radio – ein Projekt in Kooperation mit SOS - Menschenrechte und pro mente | jugend, gefördert aus Mitteln der Österreichischen Gesellschaft für Politische Bildung und der RTR-GmbH

Projekte 2018:
- #mediana18 – ein gemeinsames Projekt mit der Kulturplattform OÖ, in Kooperation mit dorftv und fjum–forum journalismus und medien wien
- 20 Jahre Radio FRO – So ein Zirkus!
- Marx 200 – ein gemeinsames Projekt mit Institut für Angewandte Entwicklungspolitik (IAE), Abteilung für Theoretische Soziologie und Sozialanalysen am Institut für Soziologie der Johannes Kepler Universität Linz, KPÖ Oberösterreich, Grüne Bildungswerkstatt OÖ (GBW OÖ), Volkshochschule Linz, Jahoda Bauer Institut, gfk OÖ, Anton Bruckner Privatuniversität u. a. gefördert aus den Mitteln des Nichtkommerziellen Rundfunksfonds der RTR

Projekte 2019:
- Kulturelle Nahversorgung auf dem Land und in der Stadt
- Soziale Vielfalt in Oberösterreich
- #itsup2us
- Projektpartner von „Hörpfade binational“: Initiatoren Bayerischer Volkshochschulverband, Bayerischer Rundfunk, Stiftung Zuhören sowie die Bewusstseinsregion Mauthausen–Gusen–St. Georgen

Projekte 2020:
- Klangwolke 2020 - 24 Stunden Sounding Linz
- #itsup2us

## Ausbildung

### Workshops
Das Ausbildungsangebot bei Radio FRO setzt sich aus verschiedenen Aus- und Weiterbildungsveranstaltungen und Workshops zusammen. Dabei gliedert sich das vorhandene Angebot in folgende Bereiche:

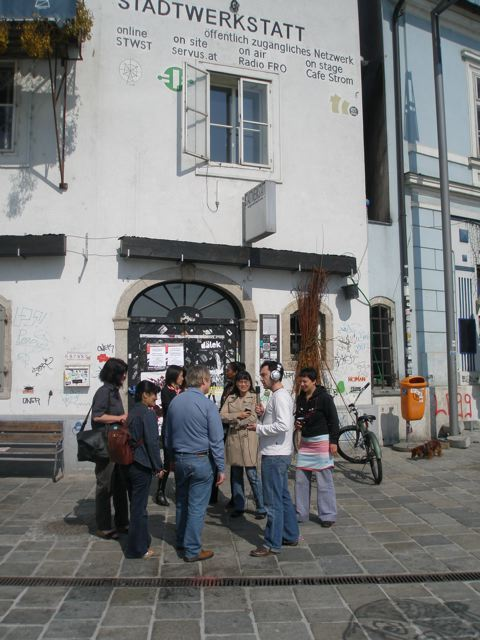
Radio FRO 105.0 Interviewworkshop vor der Stadtwerkstatt

BasisworkshopEin 24-stündiger Workshop für angehende Programmmachern und Interessierte, in dem die Grundlagen des Radiomachens vermittelt werden. Der Basisworkshop besteht aus einem achtstündigen Grundkurs und vier jeweils vierstündigen Vertiefungsmodulen.
IndiWorkshopDieser Workshop wird nach Absprache individuell in Terminauswahl und Inhalten an die jeweilige Gruppe angepasst. Ob journalistisch, technisch oder experimentell, theorie- oder praxisorientiert – hier stehen den Teilnehmern sämtliche Möglichkeiten die das Medium Radio bietet offen.
Von der Schulklasse, die ihre Projektarbeit ins Radiostudio verlegt, über Soundexperimente mit Freunden bis zum Verein, der seine Themen oder seine Arbeit on air bringen möchte. Auch bereits am Sender bestehende Redaktionsgruppen finden hier Raum um sich weiterentwickeln zu können. Sofern gewünscht, ermöglicht Radio FRO eine abschließende gemeinsame Livesendung.
SpeziworkshopDiese Workshops behandeln verschiedene Aspekte im und rund um das Medium Radio und finden mehrmals im Jahr statt. Themen sind beispielsweise Medienrecht, Audioschnitt, gebaute Beiträge etc.
Kooperation Kunstuniversität LinzNach einem Pilotprojekt im Sommersemester 2010 wurde eine eigene Lehrveranstaltung zum Thema Radio im Rahmen der Studienrichtung „Lehramt Mediengestaltung“ an der Linzer Kunstuniversität ins Leben gerufen.
Kooperation BMUKKIm Rahmen eines Schülerradioprojekts führt Radio FRO auch Workshops mit Schulklassen durch, um im Hinblick auf die Vermittlung von Medienkompetenz auch schon bei Kindern und Jugendlichen eine entsprechende Sensibilisierung zu generieren und auch Raum für den ersten Kontakt als Produzenten mit dem Medium Radio zu schaffen.

### Lehrredaktion
Die Freie Lehrredaktion von Radio FRO ist ein anerkanntes Praktikum und eine fachbezogene, journalistische Radioausbildung und bietet neben der Vermittlung von inhaltlichem, technischem und praktischen Wissen die Möglichkeit zur anschließenden Mitarbeit in der offenen Redaktion des Infomagazins FROzine und in der Redaktion des Kultur- und Bildungskanals von Radio FRO. Einige Absolventen vorangegangener Jahrgänge der Lehrredaktion sind mittlerweile auch in öffentlich-rechtlichen und privat-kommerziellen Medien hauptberuflich tätig.
Erfahrene nationale und internationale Experten vermitteln den Teilnehmern eine fundierte medienspezifische Ausbildung im Radio. Die Schwerpunkte in den einzelnen Modulen liegen neben Theorie, Technik und Praxis im Radiobereich auch in den Feldern Crossmedia-Publishing (Blogging, Web 2.0, …) und Community-TV. Gleichzeitig werden die Teilnehmer mit Arbeitsweisen und zentralen Themen freier und alternativer Medien vertraut gemacht.

## Preise und Auszeichnungen
Im Laufe des zwölfjährigen terrestrischen Sendebetriebs erhielten Radio FRO 105.0 MHz, Mitarbeiter und Programmmacher zahlreiche Preise und Auszeichnungen.
- 1998: Andreas-Reischek-Preis an Paul Fischnaller für die Sendereihe Sechsertragerl im 0ffenen Radio von Radio OÖ. (siehe: Sechsertragerl)
- 1998: Inter.Kultur.Preis für „Radio Multikulturell“
- 1999: Großer Kulturpreis des Landes Oberösterreich für „initiative Kulturarbeit“[14]
- 1999: Inter.Kultur.Preis für „Mehrsprachiges Interkulturelles Radio“
- 1999: Preis der Friedens- und Begegnungstage der Stadt Linz
- 2002: Förderpreis für integrative Kulturarbeit der Stadt Linz für „Schwaboland Mikrokulturen“
- 2003: Stadt der Kulturen für „Linzer Wahlpartie – Wir haben die Wahl“
- 2003: Journalistinnenpreis des österreichischen Hilfswerks für „Mist-Stücke. Bäuerinnen machen Kabarett und hinterlassen Spuren“
- 2004: Die Spitze Feder – Journalistinnenpreis an Barbara Huber für die Sendereihe „migration@eu“
- 2004: Anerkennungspreis des Inter.Kultur.Preis
- 2004: Stadt der Kulturen an den Ungarischen Medienverein HungaroMedia und „Radio Polonia“
- 2004: Kleiner Landespreis für initiative Kulturarbeit an das „SpacefemFM Frauenradio“
- 2004: Schülerpreis „Rechte haben macht den Unterschied“ des BMWA für die Sendereihe „Diskriminierung im Alltag“
- 2005: Interkulturpreis Oberösterreich, Anerkennung an Radio FRO 105.0
- 2005: Anerkennungspreis „Stadt der Kulturen“ für „KRALJEVESTVO ILUZIJA – Königreich der Illusionen“ an Josef Gaffl
- 2006: Stadt der Kulturen für „Voice of Africa“ an Black Community Linz
- 2006: Media Literacy Award des BMUKK für „Global – legal – brutal“ an Schülerinnen der HBLA St. Florian
- 2007: Hörspielpreis der Medienwerkstatt Linz für „Zu keiner Zeit betreten“ an Tancred Hadwiger
- 2008: Hört! Hört! Hörspiele im Hörsessel – Preis des Europäischen Jahres des interkulturellen Dialogs für „Auf Augenhöhe“ an Vera Rathenböck und Helga Schager
- 2009: Stadt der Kulturen Preis (Migradio)
- 2009: Großer Kulturpreis des Landes Oberösterreich für interkulturellen Dialog[15]
- 2010: Solidaritätspreis der Linzer Kirchenzeitung für demokratisches Medienverständnis
- 2011: Radiopreis der Erwachsenenbildung für den Radiobeitrag „Die Freiheit zu lernen“ von Michael Gams
- 2011: Förderpreis „Stadt der Kulturen“ für Projektidee „Sport verbindet“[16]
- 2025: Stadt der Vielfalt in der Kategorie Preis für Interkulturalität für die Podcast-Reihe „Neue Stimmen – Perspektiven geflüchteter Jugendlicher“, vergeben von der Stadt Linz[17]

## Partnerschaften/Mitgliedschaften
Radio FRO 105.0 MHz ist Mitglied bei
- KUPF – Kulturplattform OÖ[18]
- Verband Freier Rundfunk Österreich (VFRÖ)[19]
- Community Medieninstitut für Weiterbildung, Forschung und Beratung (COMMIT)[20]
- Community Media Forum Europe (CMFE)[21]

Darüber hinaus ist Radio FRO 105.0 MHz am Freien Radio Freistadt und Dorf TV beteiligt.

## Finanzierung und Mitgliedschaft
Freier Rundfunk Oberösterreich wird ermöglicht durch einen Förderverein, der sich über Mitgliedsbeiträge, Spenden und Subventionen finanziert. Der Radiobetrieb lebt von der ehrenamtlichen Arbeit der Sendungsmachenden. Der Sendebetrieb finanziert sich sowohl durch Zuwendungen der öffentlichen Hand als auch durch selbst erwirtschaftete Einnahmen. Radio FRO finanziert Projekte und Infrastrukturen über Zuschüsse und Beiträge aus dem FRO-Freundeskreis. Jeder kann förderndes Mitglied bzw. Radio FRO-Freund werden.

## Technik

### Studio
Das im Dezember 2010 erneuerte Hauptstudio wird zum Abwickeln der Live-Sendungen verwendet. Im angrenzenden Raum befindet sich das Produktionsstudio, das auch als Sendestudio verwendet werden könnte.

### Reichweite und Empfang
Radio FRO sendet terrestrisch auf UKW 105,0 MHz im Linzer Zentralraum sowie im Kabelnetz der Liwest auf 95,6 MHz und ist weltweit via Live-Stream zu empfangen.
Der Sendestandort befindet sich seit dem Start (Oktober 1998) auf dem Linzer Pöstlingberg.
Die technische Reichweite liegt bei etwa 270.000 Personen.